# 蒙索 (瓦兹省)
蒙索（法語：Monceaux，法語發音：[mɔ̃so]）是法国瓦兹省的一个市镇，属于克莱蒙区。

## 地理
蒙索（49°19'9"N, 2°33'1"E）面积6.6 平方千米，位于法国上法蘭西大區瓦兹省，该省份为法国北部内陆省份，北起索姆省，西接厄尔省和滨海塞纳省，南至塞纳-马恩省和瓦兹河谷省，东临埃纳省。
与蒙索接壤的市镇（或旧市镇、城区）包括：大萨西、莱萨热、布勒努耶、桑克、蓬圣马克桑斯。

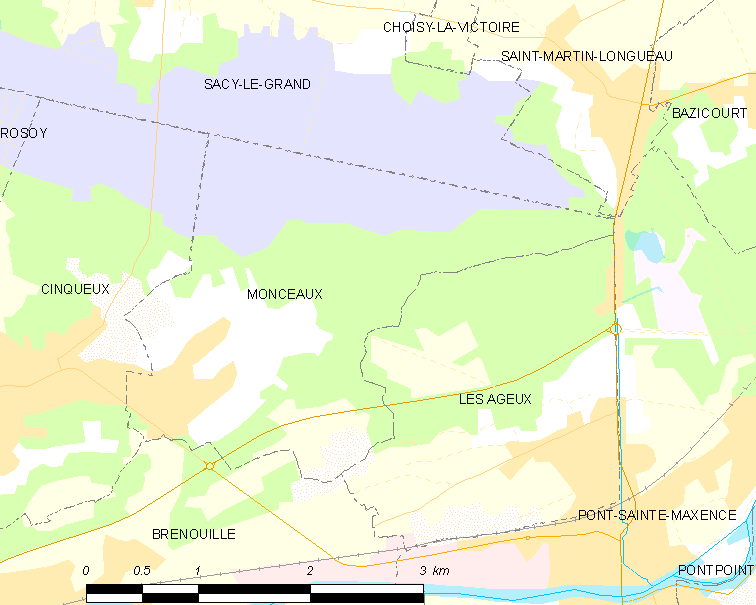
的OSM定位图

蒙索的时区为UTC+01:00、UTC+02:00（夏令时）。

## 行政
蒙索的邮政编码为60940，INSEE市镇编码为60406。

## 政治
蒙索所属的省级选区为蓬圣马克桑斯县。

## 人口

1962-2008年间人口变化图示

蒙索于2022年1月1日时的人口数量为948人。